# Großsteingräber bei Leetze
Die Großsteingräber bei Leetze sind eine Gruppe von ursprünglich neun megalithischen Grabanlagen der jungsteinzeitlichen Tiefstichkeramikkultur bei Leetze, einem Ortsteil der Gemeinde Kuhfelde im Altmarkkreis Salzwedel, Sachsen-Anhalt. Von diesen sind heute noch acht weitgehend erhalten. Das neunte Grab wurde im 19. Jahrhundert zerstört. Drei Gräber wurden 1938–39 unter Leitung von Ulrich Fischer archäologisch untersucht.

## Lage
Die Großsteingräber liegen im Wötz, einer Wüstung nahe Leetze auf einer ca. 1100 m langen, meridional verlaufenden Linie. Grab 1 ist die nördlichste erhaltene Anlage. Grab 2 liegt 140 m südlich von Grab 1 und Grab 3 weitere 60 m südöstlich. Grab 4 liegt 170 m südsüdöstlich von Grab 3 und Grab 5 weitere 85 m südlich. Wiederum 360 m südlich folgt Grab 6. Grab 7 liegt 220 m südsüdöstlich hiervon und Grab 8 schließlich weitere 80 m südwestlich.
Nach Untersuchungen von Johann Friedrich Danneil im Jahr 1843 setzte sich diese Linie nach Norden hin fort und umfasste noch ein weiteres Grab im Wötz, das etwa 30 Schritt (ca. 23 m) nordwestlich von Grab 1 lag, sowie mindestens sieben Gräber in Wallstawe. Diese wurden aber bereits Ende des 19. Jahrhunderts zerstört.
3,1 km südsüdwestlich der Gräber bei Leetze befindet sich das Großsteingrab Bierstedt.

## Forschungsgeschichte
Die Gräber wurden erstmals 1843 durch Johann Friedrich Danneil beschrieben. Eduard Krause und Otto Schoetensack stellten Anfang der 1890er Jahre bei einer erneuten Aufnahme der Großsteingräber der Altmark fest, dass das nördlichste Grab bei Leetze in der Zwischenzeit zerstört worden war. Die restlichen Anlagen waren hingegen noch in gutem Zustand. Einige im Wald gelegene Gräber waren durch den Gutsbesitzer durch Wege zugänglich gemacht worden.
Grab 1 stand 1938 kurz vor seiner Zerstörung, eine Mitteilung an die zuständigen Behörden führte jedoch schnell zu archäologischen Untersuchungen an den Gräbern 1 und 4 durch das Landesmuseum für Vorgeschichte (damals Landesanstalt für Volkheitskunde) in Halle (Saale) unter Leitung von Ulrich Fischer, die mit der Rekonstruktion von Grab 1 endeten. Im folgenden Jahr wurde zudem Grab 6 ergraben und rekonstruiert.
2003–04 erfolgte eine weitere Aufnahme und Vermessung aller noch existierenden Großsteingräber der Altmark als Gemeinschaftsprojekt des Landesamts für Denkmalpflege und Archäologie Sachsen-Anhalt, des Johann-Friedrich-Danneil-Museums Salzwedel und des Vereins „Junge Archäologen der Altmark“.
Für die Gräber existieren unterschiedliche Nummerierungen. Für die erhaltenen Gräber werden im Folgenden die Fundplatznummern verwendet, für das zerstörte die Nummer, mit der Krause und Schoetensack es versahen.
| offizielle Nr. | Danneil (1843) | Krause/ Schoetensack (1893) | Beier (1991) | Anmerkungen |
| -------------- | -------------- | --------------------------- | ------------ | ----------- |
| –              | D 70           | KS 106                      | 1            | zerstört    |
| Fpl. 1         | D 71           | KS 107                      | 2            | erhalten    |
| Fpl. 2         | D 72           | KS 108                      | 3            | erhalten    |
| Fpl. 3         | D 73           | KS 109                      | 4            | erhalten    |
| Fpl. 4         | D 74           | KS 110                      | 5            | erhalten    |
| Fpl. 5         | D 75           | KS 111                      | 6            | erhalten    |
| Fpl. 6         | D 76           | KS 112                      | 7            | erhalten    |
| Fpl. 7         | D 77           | KS 113                      | 8            | erhalten    |
| Fpl. 8         | D 78           | KS 114                      | 9            | erhalten    |

## Beschreibung

### Die erhaltenen Gräber

#### Grab 1

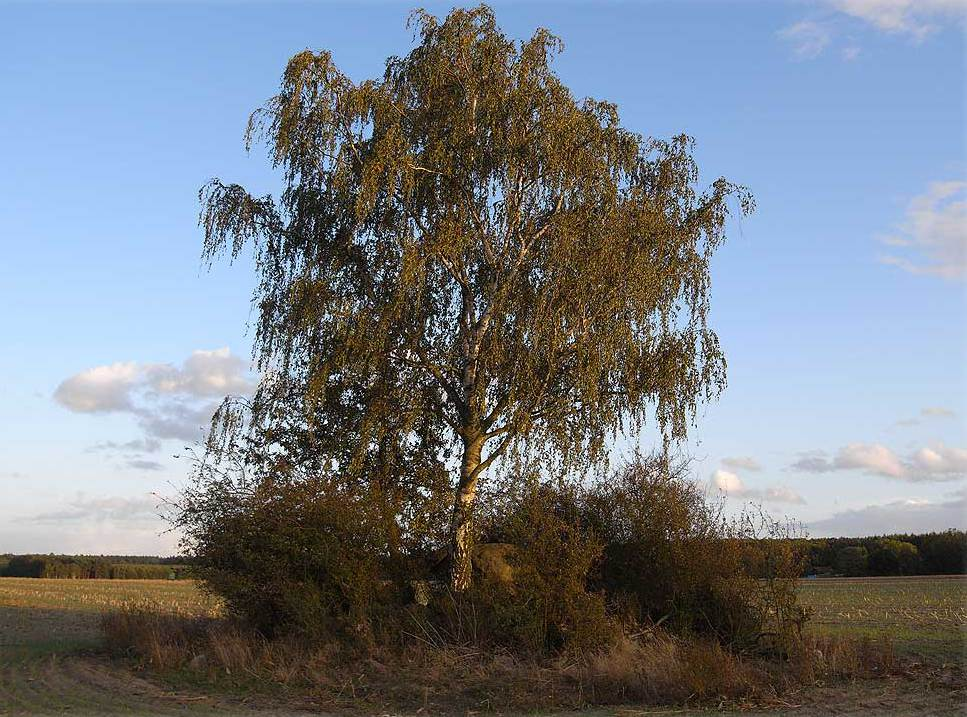
Großsteingrab Leetze 1

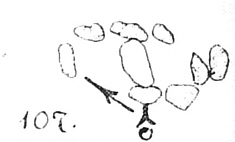
Grundriss des Grabes Leetze 1 nach Krause/Schoetensack

Grab 1 ist ein Großdolmen im Rundhügel. Der Grabhügel besteht aus einer Steinschüttung; er hat einen Durchmesser von 11 m und eine Höhe von 0,9 m. Eine Einfassung ist nicht vorhanden. Die Kammer bestand aus neun Tragsteinen, von denen noch sieben erhalten sind, sowie drei komplett erhaltenen Decksteinen. Ein Deckstein wurde bei der Ausgrabung im Jahr 1938 außerhalb der Kammer gefunden. Heute liegt nur ein Deckstein auf den Tragsteinen auf. Er misst 2,2 m × 1,0 m × 0,8 m. Die Räume zwischen den Tragsteinen waren mit Sandsteinplatten verfüllt. Der Tragstein der nördlichen Schmalseite ist niedriger als die anderen und besitzt einen geraden oberen Abschluss. Er bildet den Zugang ins Kammerinnere. Die Kammer liegt im Zentrum des Hügels und ist Nord-Süd orientiert. Sie ist rechteckig und besitzt die Innenmaße 3,8 m × 1,4 m. Ihre Höhe beträgt 1,6–1,7 m.
Fischer entdeckte in der Kammer eine sorgfältige Pflasterung aus rotem Sandstein. Darüber folgte eine Ascheschicht, die kleine Knochensplitter (wohl die Reste der Beigesetzten) sowie mehrere verzierte Scherben enthielt. Letztere ließen sich der Tiefstichkeramik zuordnen. Über der Ascheschicht folgte eine Schicht aus Granit-Grus. Auf dieser lagen Gefäßreste der Tiefstichkeramik, ein Feuersteinbeil und die Reste eines Skelettes, das nach neueren Radiocarbonuntersuchungen aus einer Nachbestattung stammt, die zwischen 2400 und 2100 v. Chr. und damit etwa 1000 Jahre nach Errichtung der Anlage erfolgte.

Großsteingrab Leetze 1, Details
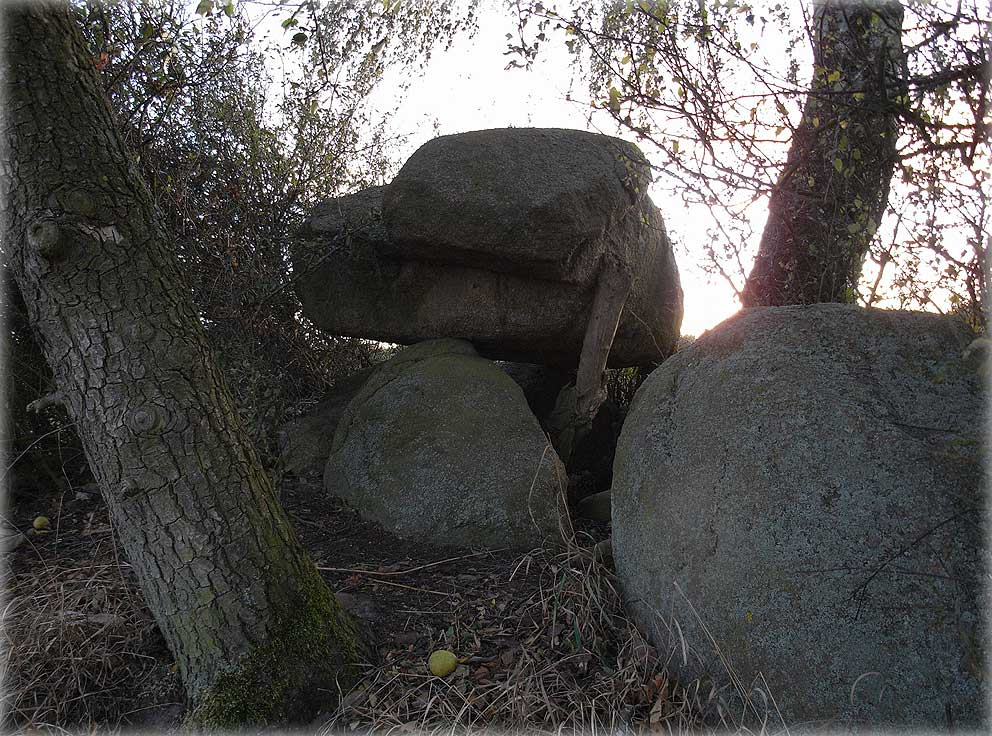
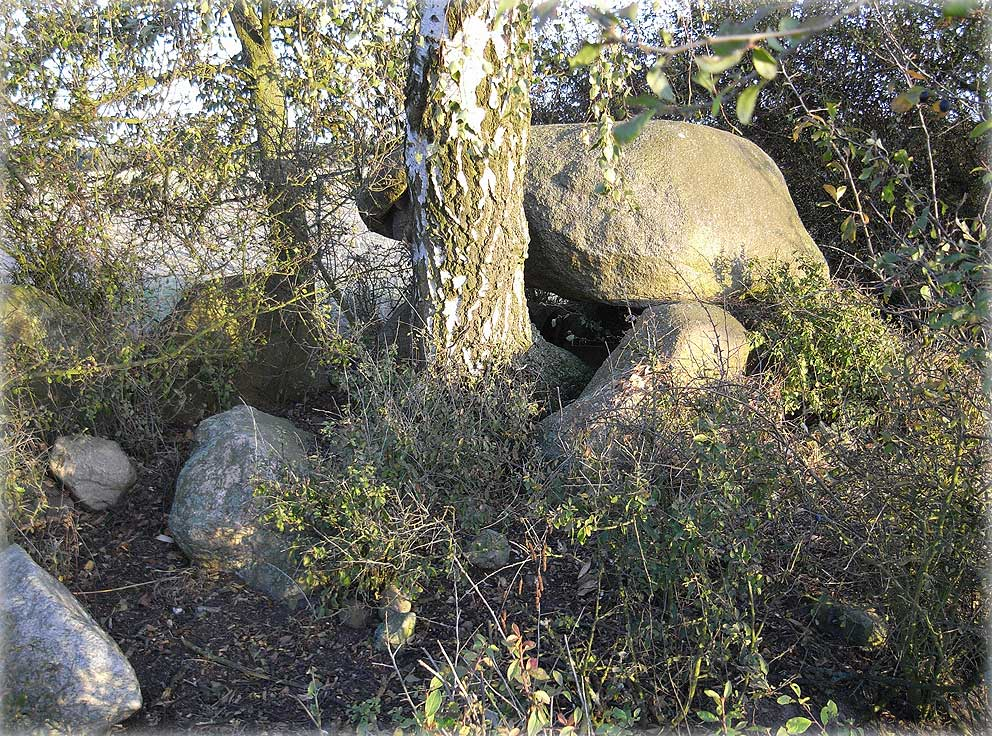
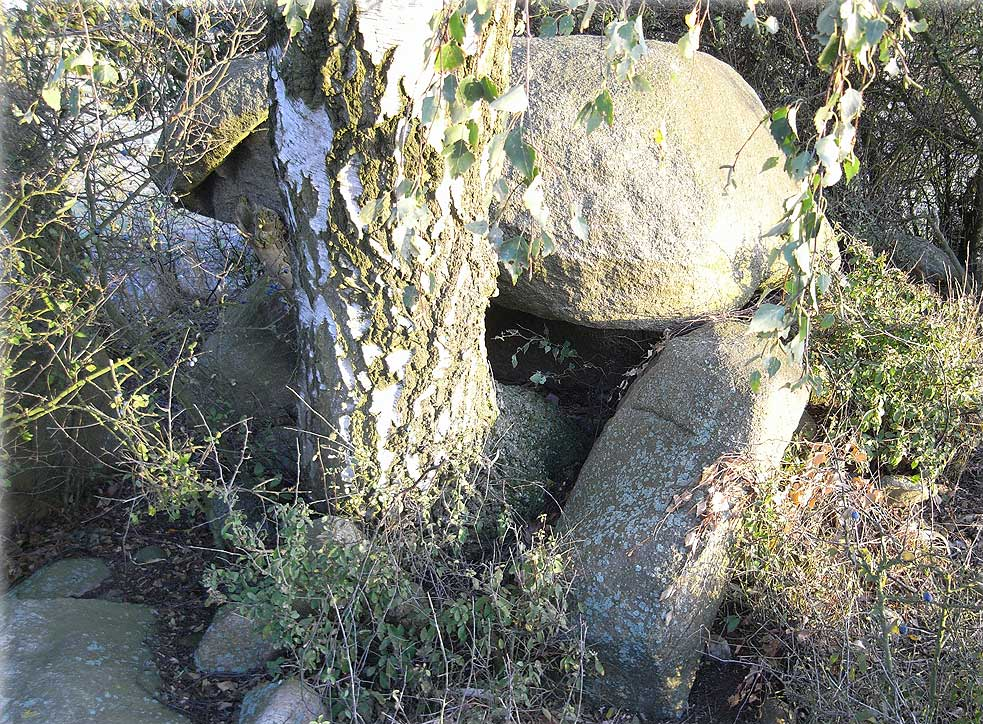

#### Grab 2

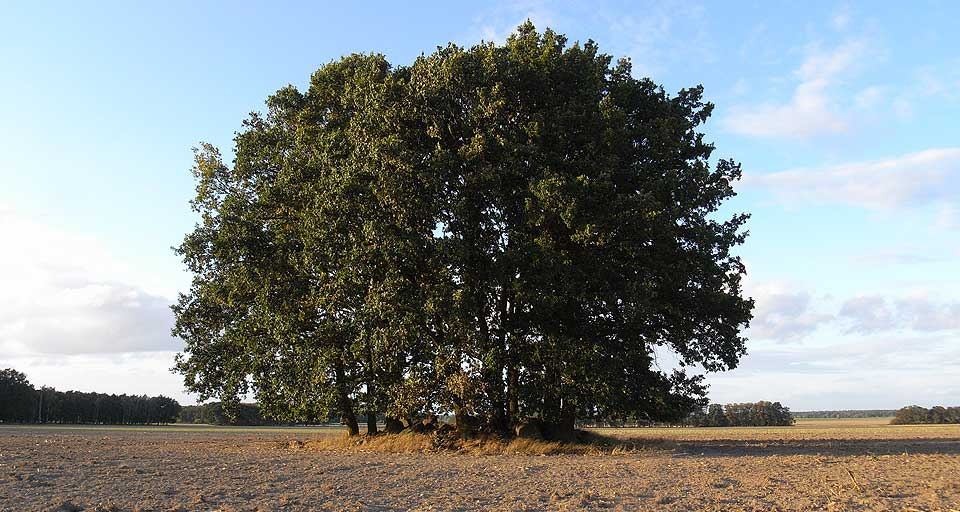
Großsteingrab Leetze 2

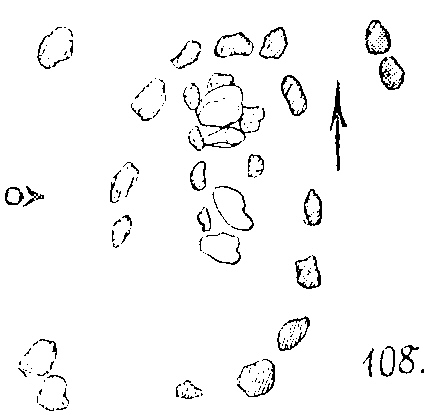
Grundriss des Grabes Leetze 2 nach Krause/Schoetensack

Grab 2 ist nach Hartmut Bock, Barbara Fritsch und Lothar Mittag ein Großdolmen, nach Hans-Jürgen Beier hingegen ein Großdolmen oder ein Ganggrab. Der Grabhügel ist oval und hat eine Höhe von 0,8 m. Die Grabeinfassung ist nordwest-südöstlich orientiert; sie hat eine Länge von 12,5 m und eine Breite von 7 m. Sie hatte ursprünglich wahrscheinlich eine ovale Form. Heute sind noch 14 Einfassungssteine erhalten. Nordwestlich vor der Einfassung liegen zwei umgekippte Steine (vermutlich Wächtersteine), einer von ihnen misst mindestens 2 m hoch. Sie deuten darauf hin, dass die Einfassung vielleicht größer war.
Auch die Grabkammer ist nordwest-südöstlich orientiert und liegt im nordwestlichen Teil der Einfassung. Sie bestand ursprünglich aus zehn Tragsteinen, von denen noch acht erhalten sind, sowie vier Decksteinen, die alle erhalten sind. Der größte Deckstein misst 2,0 m × 1,1 m × 0,6 m. Die Kammer ist rechteckig und besitzt die Innenmaße 5,5 m × 1,7 m.

Großsteingrab Leetze 2, Details
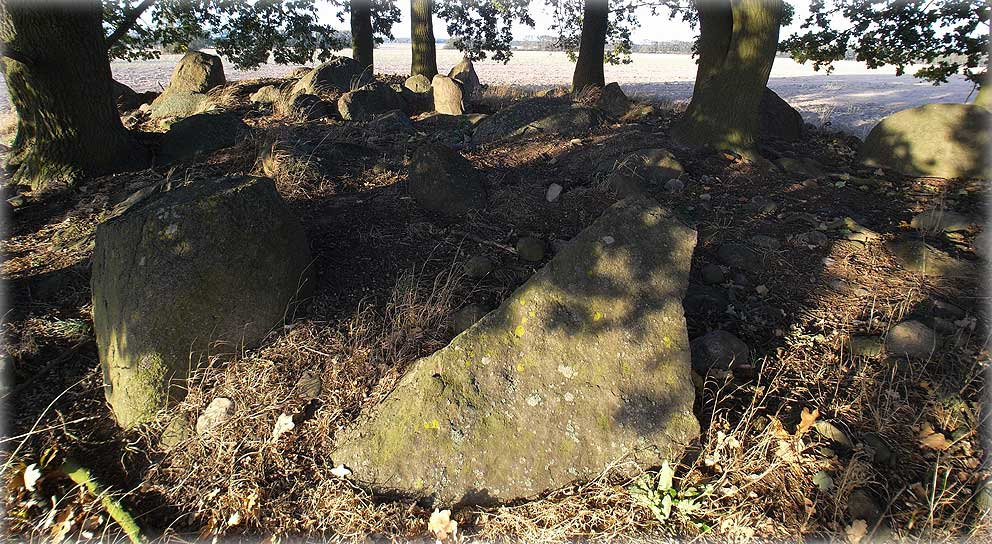
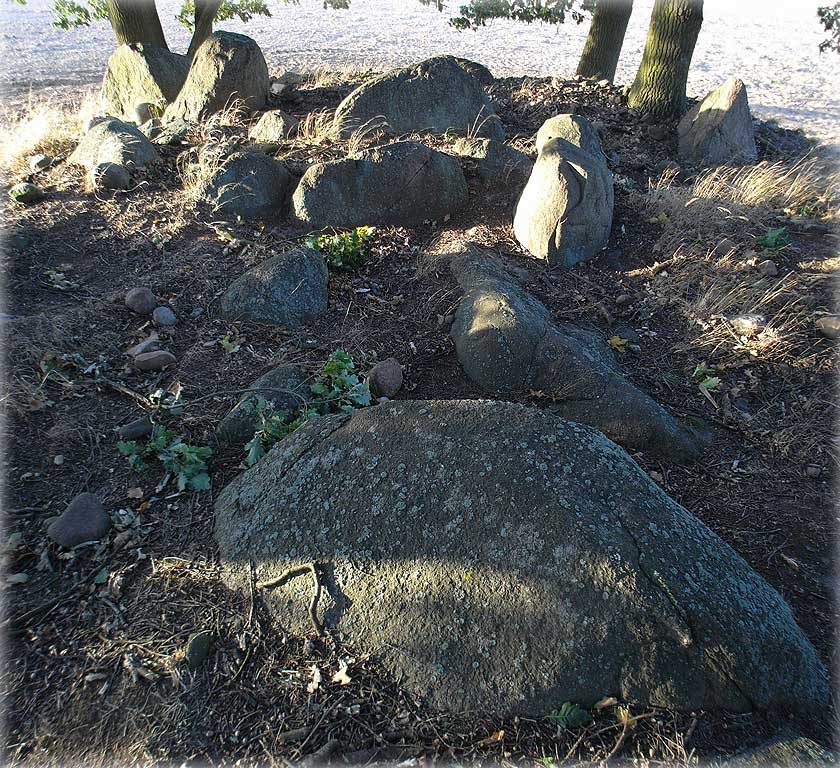

#### Grab 3

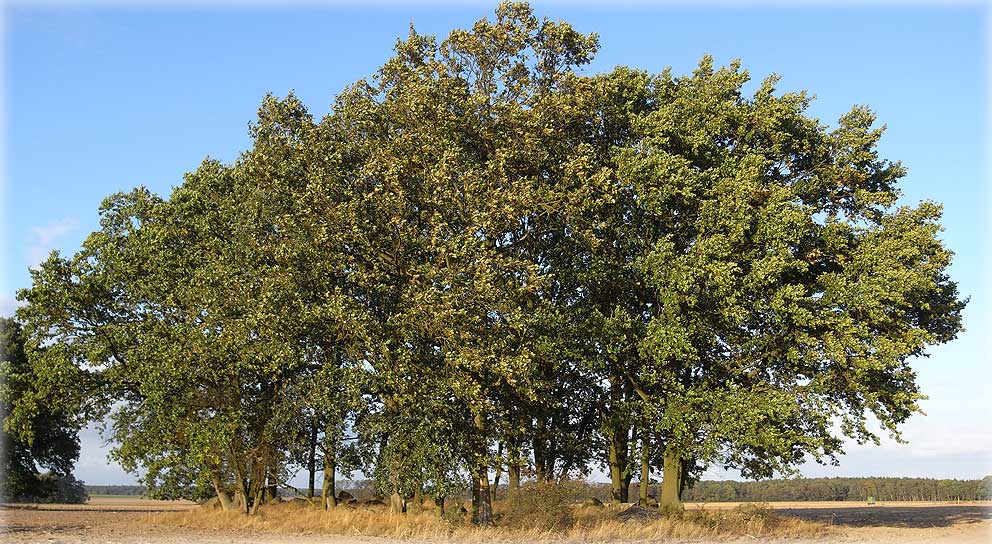
Großsteingrab Leetze 3

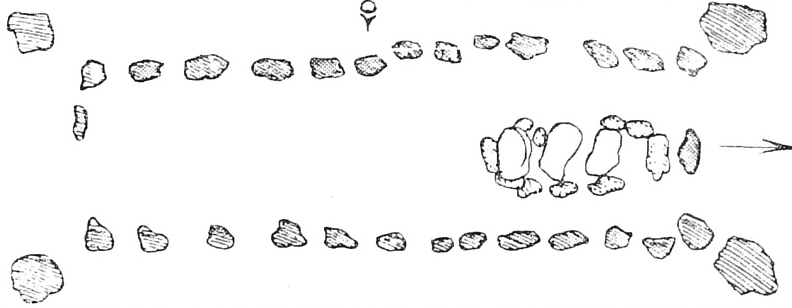
Grundriss des Grabes Leetze 3 nach Krause/Schoetensack

Grab 3 ist nach Hartmut Bock, Barbara Fritsch und Lothar Mittag ein Großdolmen, nach Hans-Jürgen Beier hingegen ein Großdolmen oder ein Ganggrab. Der Grabhügel ist länglich und hat eine Höhe von 0,7 m. Er befand sich ursprünglich innerhalb der Einfassung ist aber mittlerweile darüber hinaus geflossen. Die Grabeinfassung ist nord-südlich orientiert; sie hat eine Länge von 28,7 m und eine Breite von 8,1–8,9 m. Sie hat annähernd rechteckige Form und besteht heute noch aus 33 Steinen, die zwischen 1 m und 1,5 m aus dem Boden ragen. Zwei von ihnen sind zersprungen. An den Ecken der Einfassung standen Wächtersteine. Drei von ihnen sind erhalten. Sie haben eine Höhe von 2,8 m. Der fünfte Einfassungsstein der Ostseite besitzt zwei Rinnen und zwei Schälchen.
Auch die Grabkammer ist nord-südlich orientiert und liegt im nördlichen Teil der Einfassung. Sie bestand ursprünglich aus 10 Tragsteinen sowie vier Decksteinen, von denen noch drei erhalten sind. Die beiden größten Decksteine messen 2,0 m × 1,0 m × 0,3 m bzw. mindestens 1,9 m × 1,5 m × 0,5 m. Die Kammer ist rechteckig und besitzt die Innenmaße 6,8 m × 2,5 m.

Großsteingrab Leetze 3, Details
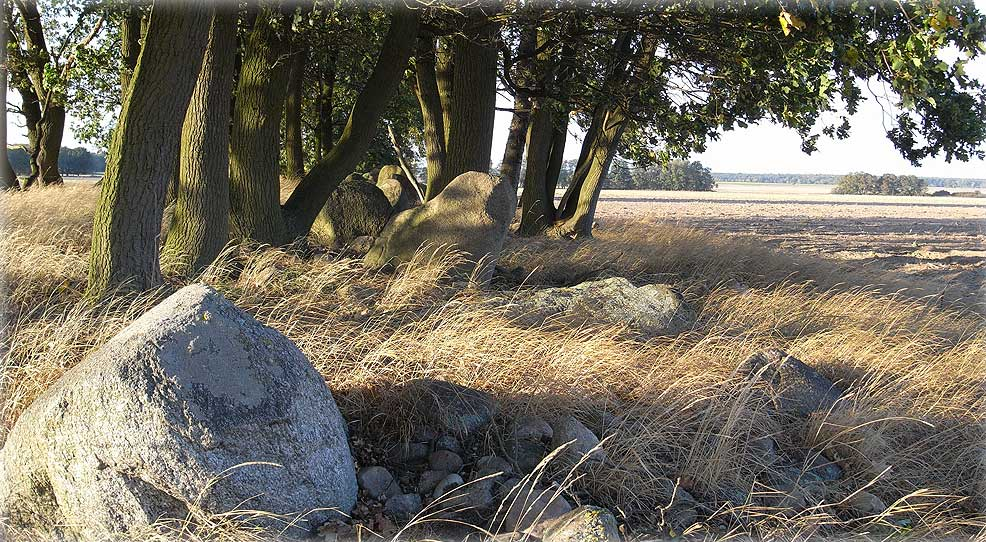
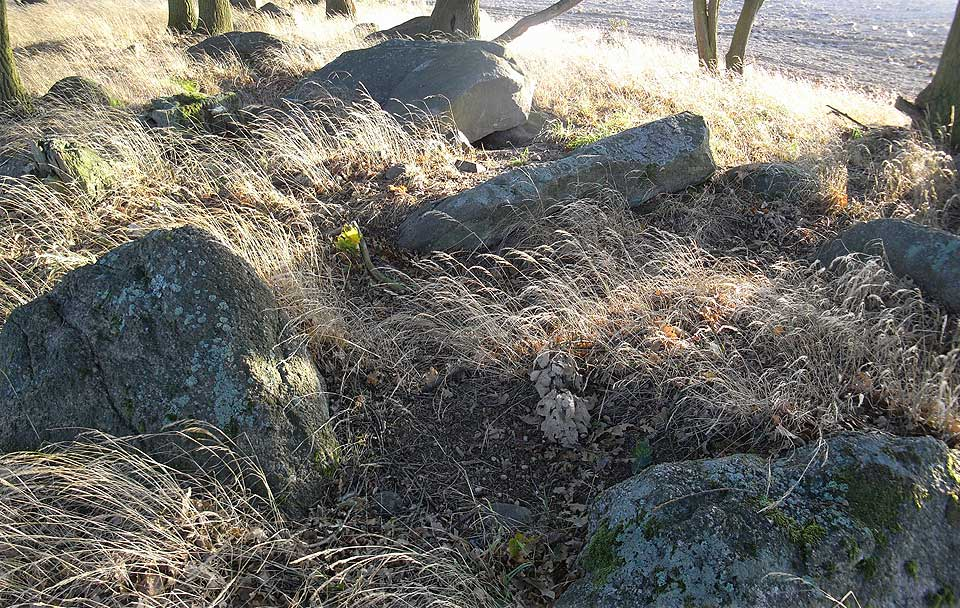
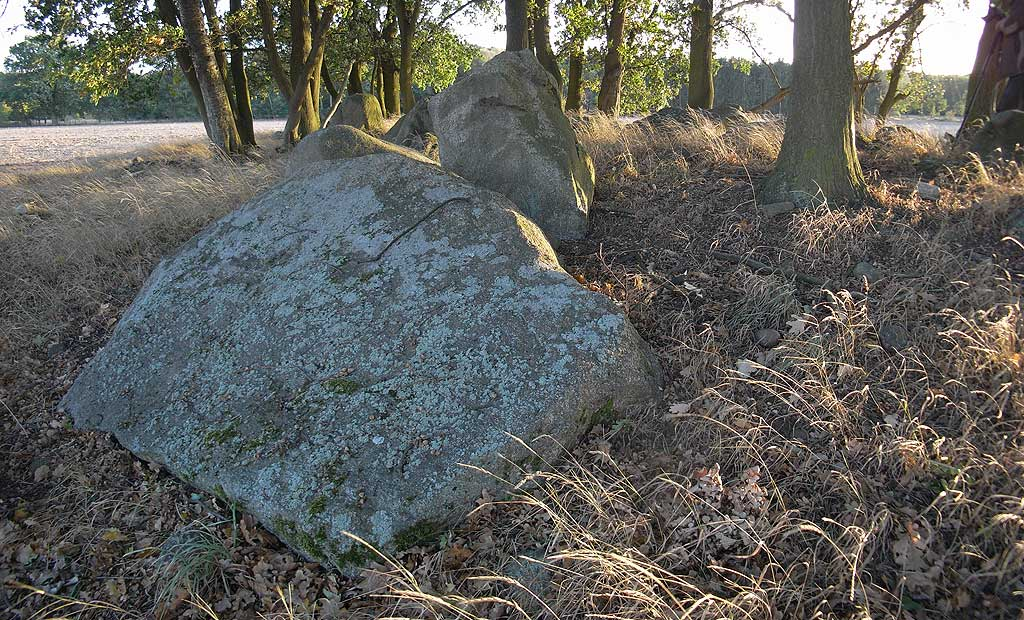

#### Grab 4

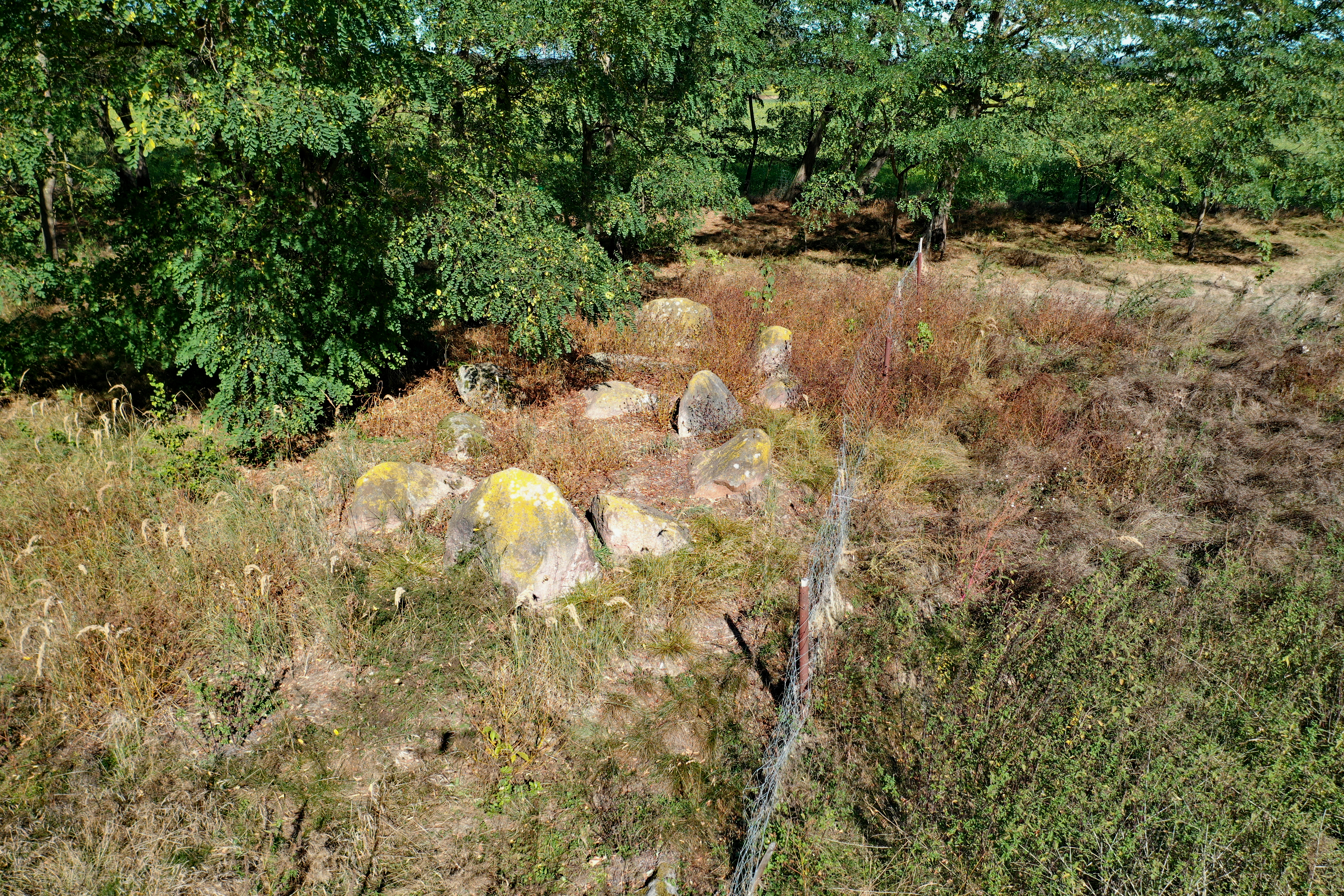
Großsteingrab Leetze 4

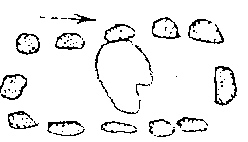
Grundriss des Grabes Leetze 4 nach Krause/Schoetensack

Grab 2 ist nach Hartmut Bock, Barbara Fritsch und Lothar Mittag ein Großdolmen, nach Hans-Jürgen Beier hingegen ein Großdolmen oder ein Ganggrab. Der Grabhügel besteht aus einer Steinschüttung und ist von ovaler Form. Er ist 11 m lang und 8 m breit, seine Höhe beträgt 0,5 m. Größe und Form der Einfassung lassen sich nicht bestimmen, da nur zwei Steine erhalten sind. Die Grabkammer ist nord-südlich orientiert. Sie bestand ursprünglich aus 12 Tragsteinen (sieben erhalten) sowie fünf Decksteinen. Von Letzteren waren bei Fischers Grabungen 1938 noch drei erhalten, mittlerweile sind es nur noch zwei. Die Steine bestehen aus Gneis und Granit. Die vorhandenen Decksteine messen 2,3 m × 1,5 m × 0,5 m bzw. 1,7 m × 1,2 m × 0,5 m. Der Zugang ins Innere der Grabkammer konnte nicht eindeutig bestimmt werden. Vielleicht lag er in der Mitte der Westseite. Die Kammer selbst ist birnenförmig und hat eine Länge von 6,4 m. Ihre Breite schwankt zwischen 1,4 m und 2,8 m. Ihre Höhe betrug 1938 mindestens 1,3 m, heute sind es noch etwa 0,9 m.
Wie in Grab 1 fand Fischer auch in Grab 4 eine Sandsteinpflasterung vor, die aber weniger sorgfältig gearbeitet war. Darüber befand sich wiederum einer Schicht aus Granit-Grus, auf der einige Feuersteinabschläge und zwei schlecht erhaltene menschliche Langknochen gefunden wurden.

Großsteingrab Leetze 4, Details
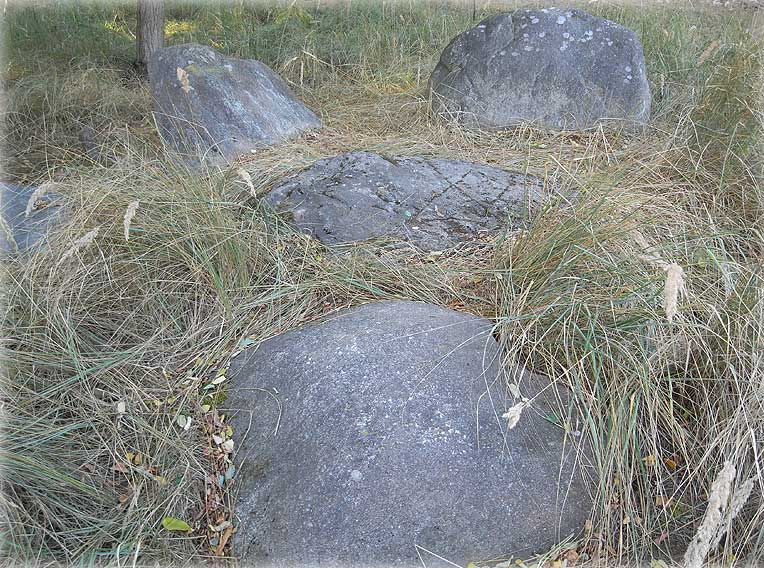
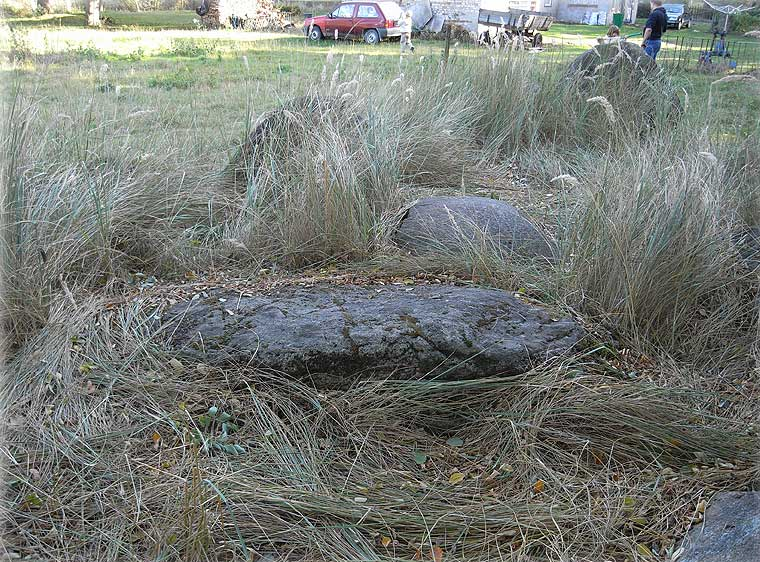

#### Grab 5

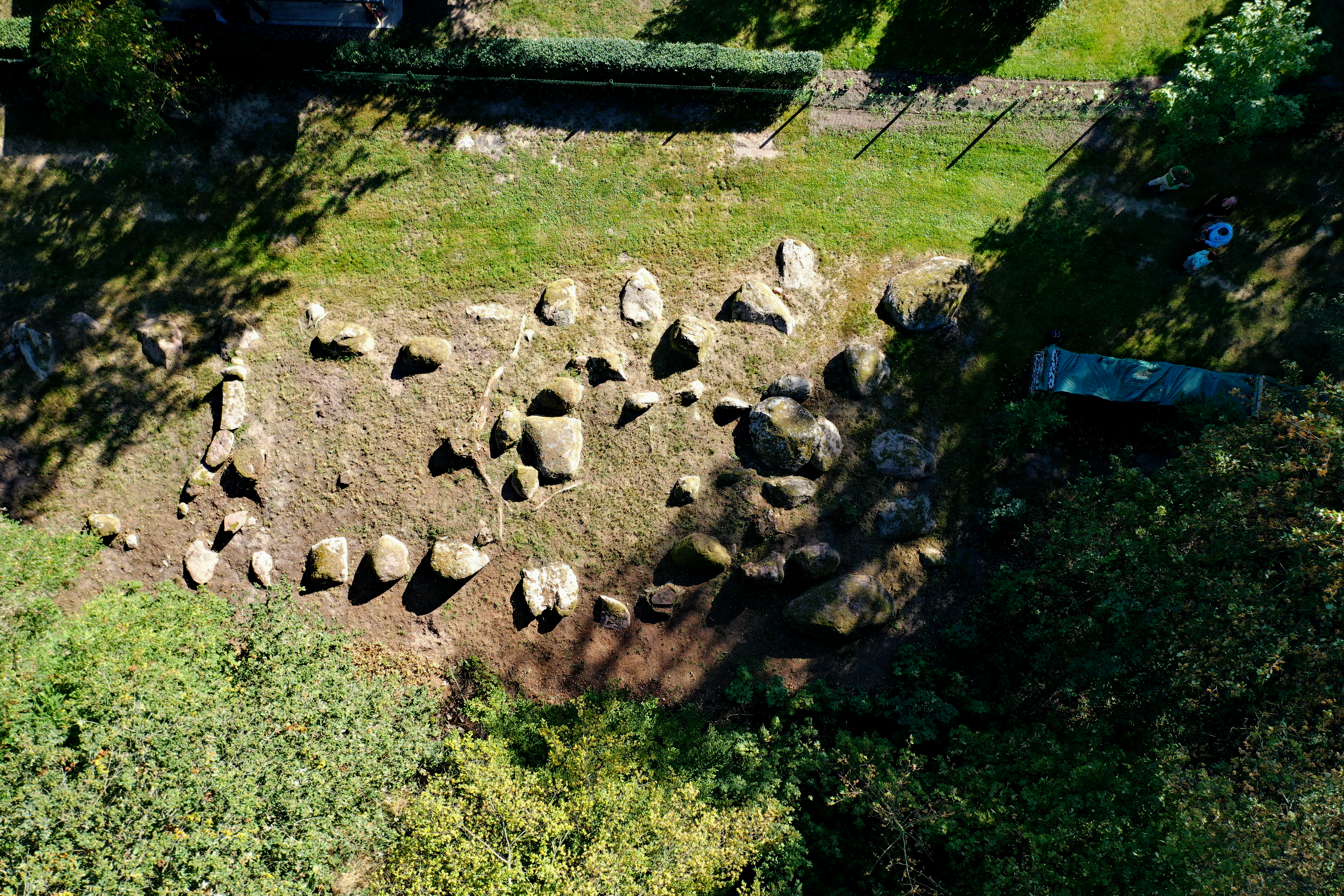
Großsteingrab Leetze 5

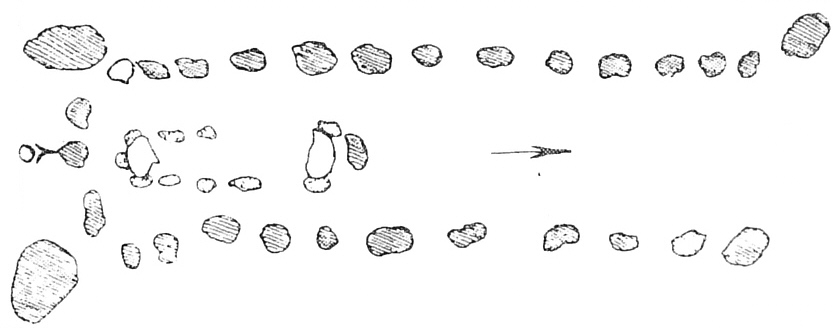
Grundriss des Grabes Leetze 5 nach Krause/Schoetensack

Grab 2 ist nach Hartmut Bock, Barbara Fritsch und Lothar Mittag ein Großdolmen, nach Hans-Jürgen Beier hingegen ein Ganggrab. Der Grabhügel ist länglich und hat eine Höhe von 0,7 m. Er befand sich ursprünglich nur innerhalb der Einfassung ist aber mittlerweile darüber hinaus geflossen. Die Grabeinfassung ist nordnordwest-südsüdöstlich orientiert; sie hat eine Länge von 24 m und eine Breite von 5,0–6,5 m. Sie ist trapezförmig und besitzt noch 34 von ursprünglich wahrscheinlich 37 Steinen. An den Ecken der Einfassung stehen Wächtersteine. Ihre Maße betragen 2,5 m × 1,7 m × mindestens 0,8 m (SO-Ecke), 3,0 m × 1,7 m × 0,8 m (SW-Ecke), 2,1 m × 1,4 m × 0,7 m (NO-Ecke) und 1,8 m Höhe (NW-Ecke, Länge und Breite nicht feststellbar).
Die Grabkammer ist nordnordwest-südsüdöstlich orientiert und befindet sich im südlichen Teil der Einfassung. Sie bestand ursprünglich aus 14 oder 15 Wandsteinen, von denen sich noch zwölf erhalten haben sowie aus fünf oder sechs Decksteinen, von denen noch zwei erhalten sind. Der größere Deckstein misst 2,0 m × 1,8 m × 0,5 m. Die Kammer ist rechteckig und besitzt die Innenmaße 7,0 m × 1,6 m.
Die Einfassung des Grabes wird heute durch einen Steinriegel in zwei Abschnitte geteilt. Dieser Riegel stammt jedoch nicht aus der Zeit der Erbauung des Grabes, sondern ist neuzeitlichen Datums.

Großsteingrab Leetze 5, Details
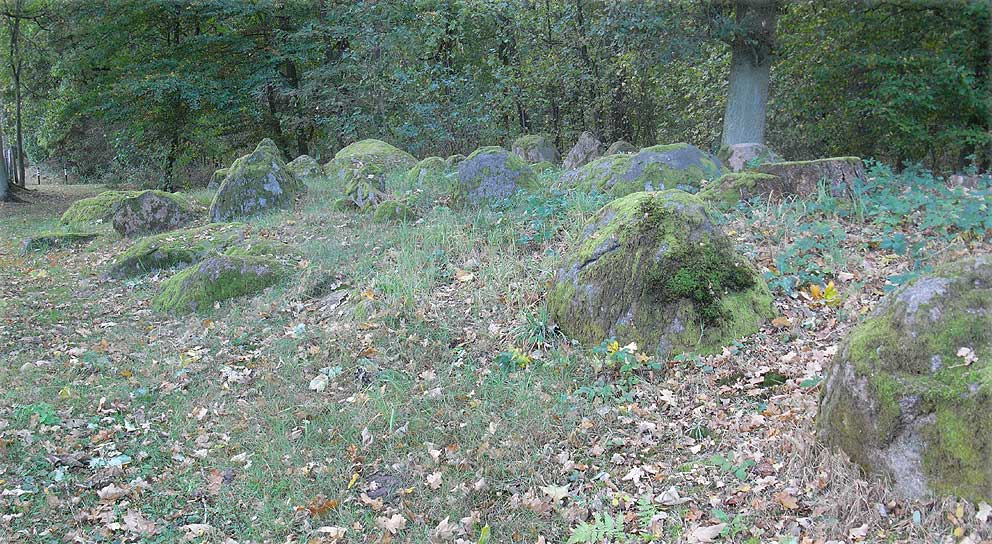
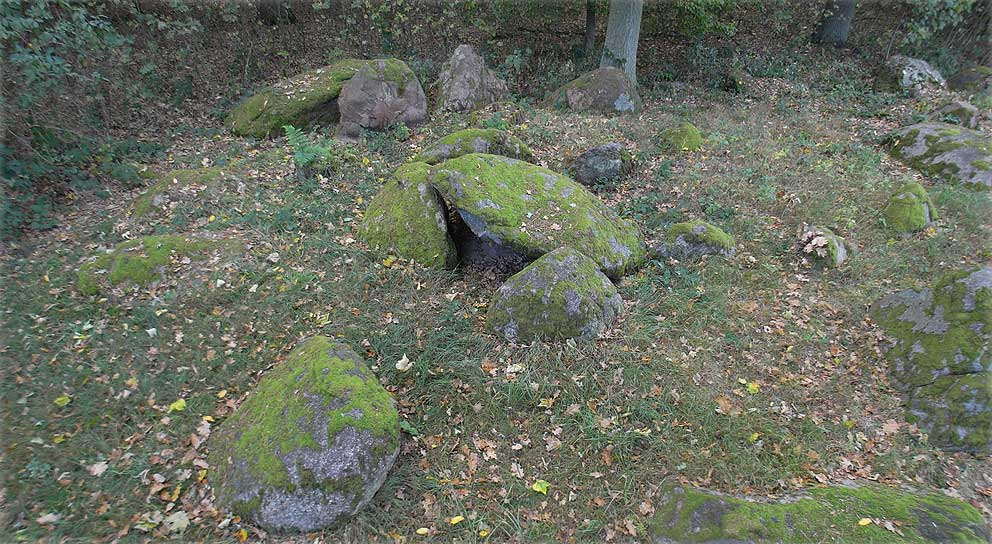

#### Grab 6

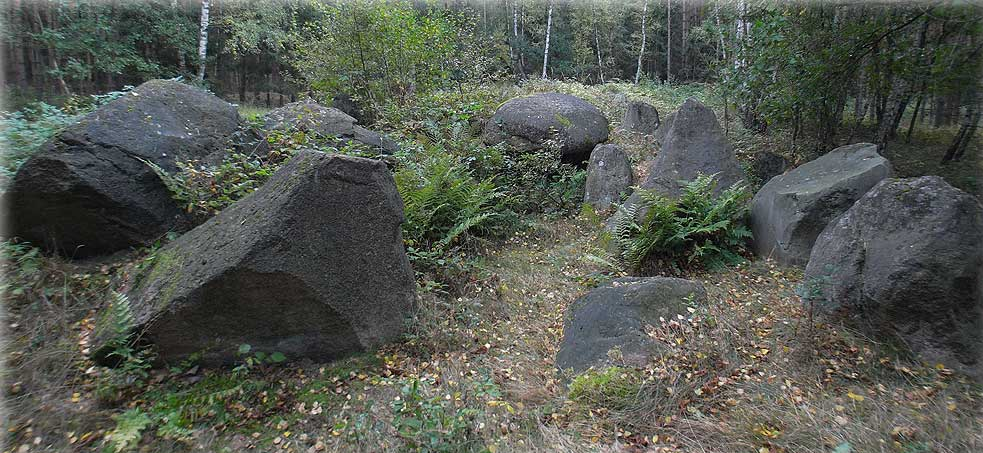
Großsteingrab Leetze 6

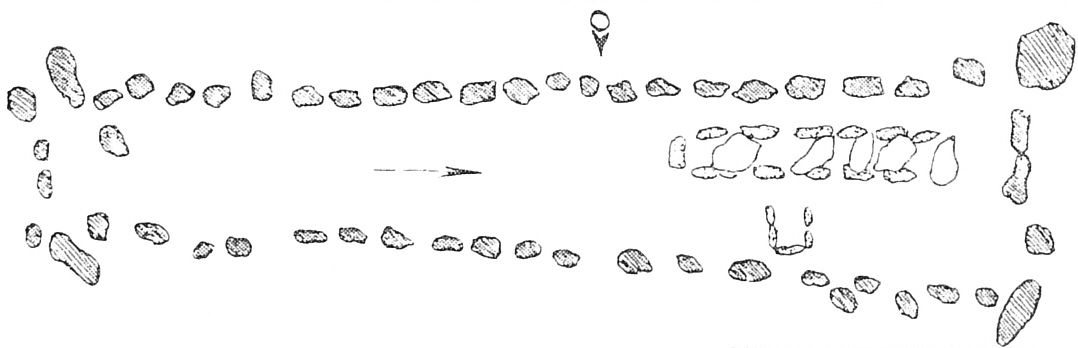
Grundriss des Grabes Leetze 6 nach Krause/Schoetensack

Grab 6 stellt eines der größten Großsteingräber der Altmark dar. Es gehört zum Typ der Ganggräber. Der Grabhügel hat eine Höhe von 1,2 m. Er befand sich ursprünglich innerhalb der Nord-Süd orientierten Einfassung ist aber mittlerweile darüber hinaus geflossen. Die trapeziode Einfassung hat eine Länge von 37,5 m und eine Breite von 4,5 auf 7,5 m. Sie besitzt noch 48 von ursprünglich 50 Randsteinen, die eine Höhe von 0,5 bis 2,5 m erreichen. An den Ecken der Einfassung stehen Wächtersteine. Ihre Maße betragen an der Nordseite 2,4 m × 1,55 m bzw. 2,25 m × 1,2 m × 0,95 m und an der Südseite 2,3 m × 1,8 m × 0,9 m bzw. 2,2 m Höhe.
Die ebenfalls trapezoide Kammer befindet sich westlich der Längsachse, im nördlichen Teil der Einfassung. Sie bestand ursprünglich aus 14 Tragsteinen und sechs Decksteinen, von denen sich vier erhalten haben. Der größte Deckstein misst 2,2 m × 1,1 m × 1,3 m. Die Hohlräume zwischen den Wandsteinen sind mit Trockenmauerwerk ausgefüllt. Die Kammer ist von der Ostseite her durch einen ost-westlich orientierten Gang erreichbar. Er ist 3,0 m lang, 0,7 m breit und zwischen 0,9 m und 1,1 m hoch. Er besteht aus drei Tragsteinen und zwei Decksteinen. Zur Einfassung und zur Kammer hin befand sich jeweils ein Verschlussstein. Die Kammer ist 7,5 m lang und 1,0–1,5 m breit; ihre Höhe beträgt 1,4–1,5 m.
Fischers Untersuchung des Grabes ergab, dass die Kammer ursprünglich von einem langgestreckten Erddamm umgeben war, so dass von außen nur die Einfassung und vielleicht die Oberkanten der Decksteine sichtbar waren. Gang und Kammer waren mit mehreren Lagen aus Feldsteinen und Granit-Grus ausgelegt. An Funden traten Keramikscherben der Tiefstichkeramik und der Kugelamphorenkultur, eine Bernsteinperle, ein Spinnwirtel und eine Pfeilspitze zutage.

Großsteingrab Leetze 6, Details
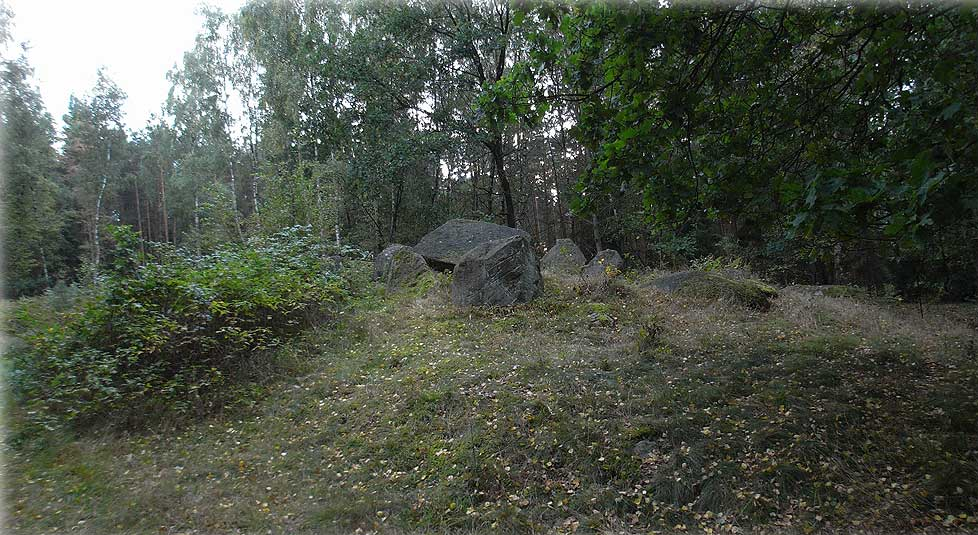
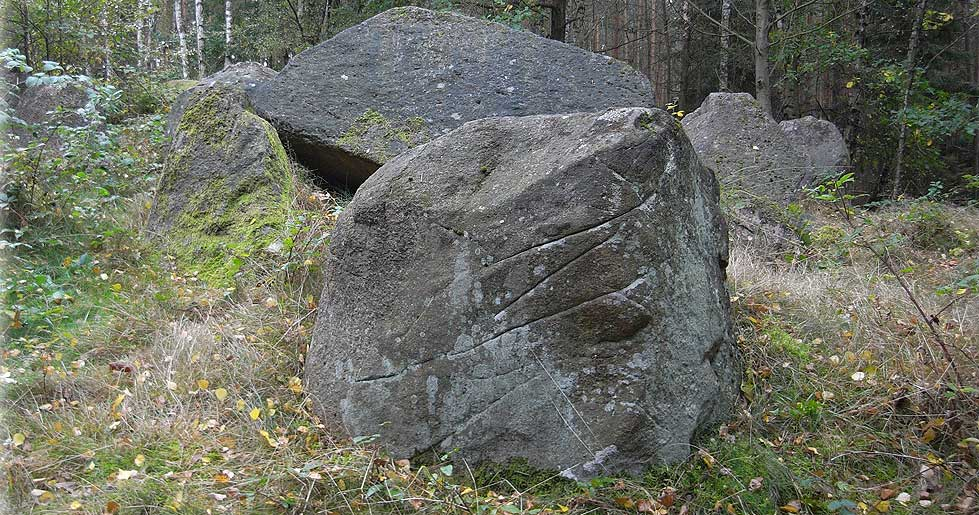
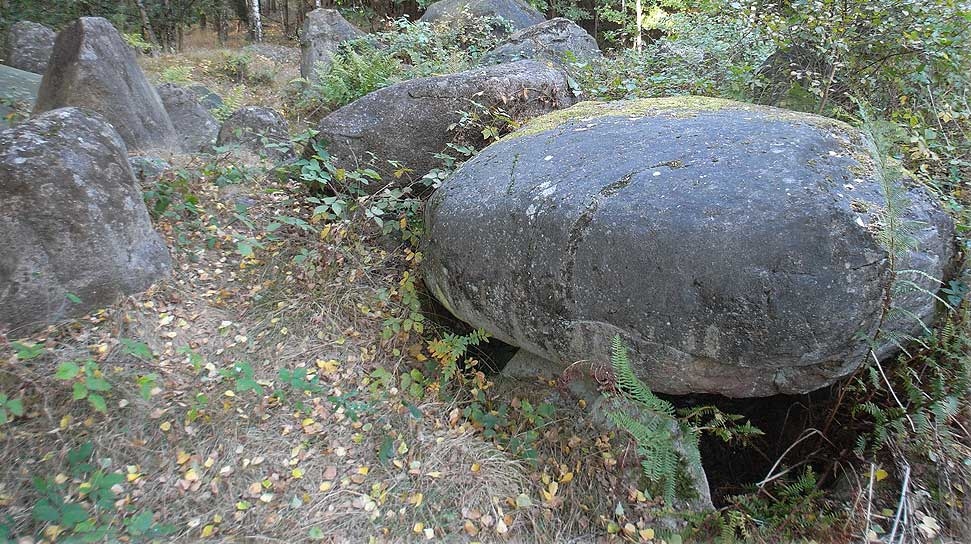

#### Grab 7

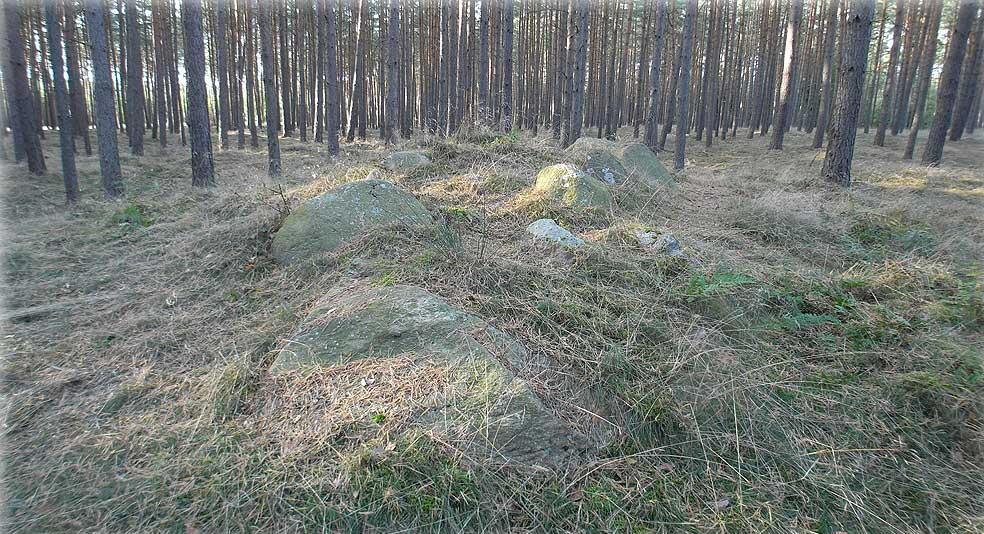
Großsteingrab Leetze 7

Grab 7 ist nach Hartmut Bock, Barbara Fritsch und Lothar Mittag ein Ganggrab, Hans-Jürgen Beier ordnete es als Großsteingrab unbestimmbaren Typs ein. Der Grabhügel ist nordwest-südöstlich orientiert und oval. Er ist 15,0 m lang, 11,5 m breit und 1,0 m hoch. Eine Grabeinfassung konnte nicht festgestellt werden und war möglicherweise auch nie vorhanden. Die Grabkammer ist nordwest-südöstlich orientiert. Es haben sich zehn Wandsteine und zwei Decksteine erhalten. Die Decksteine messen 1,9 m × 1,0 m × mindestens 0,3 m bzw. mindestens 1,7 m × 1,3 m × 0,4 m. Die Grabkammer ist an der Südostecke durch einen Gang erreichbar, der etwa 0,5 m breit und heute nur noch durch zwei parallele Steine zu erkennen ist. Die Kammer selbst ist rechteckig, hat eine Länge von 4,4 m und eine Breite von 1,3 m.

#### Grab 8

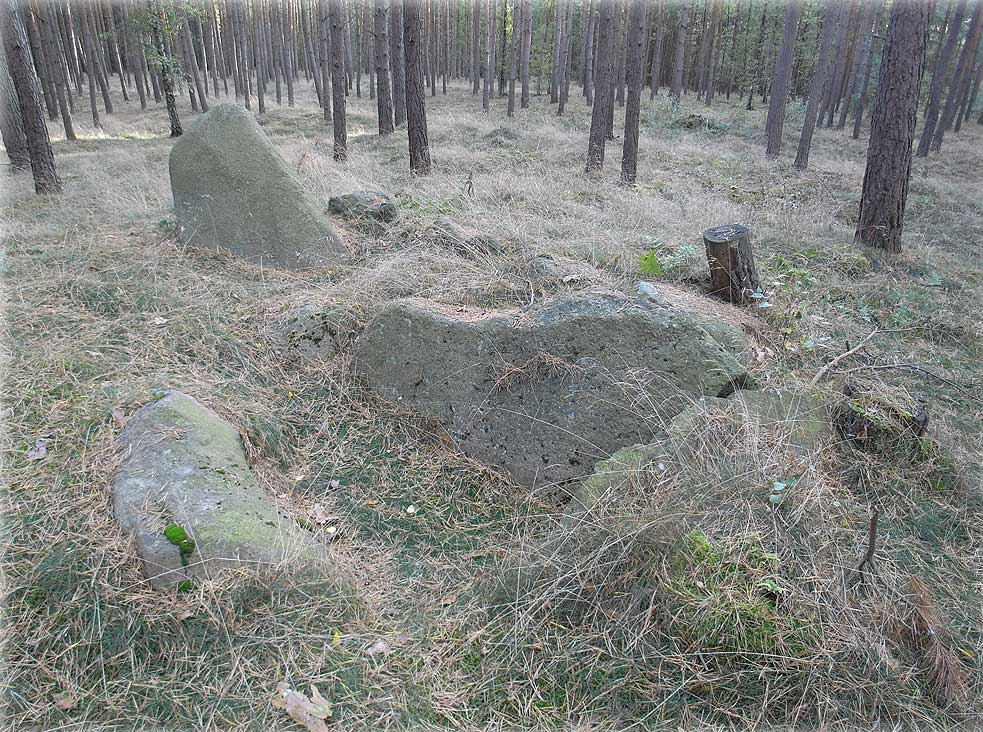
Großsteingrab Leetze 8

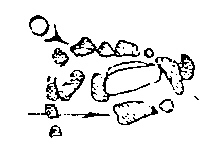
Grundriss des Grabes Leetze 8 nach Krause/Schoetensack

Grab 8 ist nach Hartmut Bock, Barbara Fritsch und Lothar Mittag ein Ganggrab, nach Hans-Jürgen Beier hingegen ein vermutlicher erweiterter Dolmen. Der Grabhügel ist fast rund und misst 14,0 m × 13,5 m. Nach Untersuchungen durch Eduard Krause und Otto Schoetensack im Jahr 1893 war das Grab von einer ovalen oder runden Einfassung umgeben, die heute allerdings vollständig zerstört ist. Die Grabkammer ist nord-südlich orientiert. Es haben sich neun Wandsteine und zwei Decksteine erhalten. Ein weiteres, abgesprengtes Fragment eines Decksteines befindet sich 5 m außerhalb der Kammer. Der größte Deckstein misst 1,7 m × 0,8 m × 0,5 m. Zwei parallele Steine an der Südostecke markieren möglicherweise einen Zugang zur Grabkammer mit einer Breite von 0,9 m. Die Kammer selbst scheint polygonal zu sein. Sie ist 4,0 m lang, 1,5 m breit und 0,7 m hoch.

### Das zerstörte Grab KS 106
Grab KS 106 besaß eine Grabkammer mit einer Länge von 6,3 m und einer Breite von 3,1 m. Bei Danneils Untersuchung waren noch zwei Decksteine erhalten. Südlich der Kammer standen noch zwei Wächtersteine der ursprünglichen Umfassung. Aufgrund der Größe der Kammer muss es sich um einen Großdolmen oder um ein Ganggrab gehandelt haben.

## Die Großsteingräber bei Leetze in regionalen Sagen
In einer altmärkischen Sage wird ein Großsteingrab in der Wüstung Wötz erwähnt. Die Sage berichtet, dass sich ein fränkischer Ritter, den Karl der Große zum Sachsenherzog Widukind gesandt hatte, in der Wüstung verirrte und dort auf einige Wenden traf. Diese wollten einen alten Mann töten. Sie erklärten dem Ritter gegenüber, dass der Mann ihr Vater sei, und weil er nicht mehr arbeiten könne, würden sie ihn töten, weil dies bei ihnen so Sitte sei. Anschließend wollten sie ihn verbrennen und die Urne im Großsteingrab beisetzen, neben der Urne eines Helden, der dort vor langer Zeit bestattet worden sei. Der Ritter wollte die Tötung aber nicht hinnehmen. So kaufte er den alten Mann frei und machte ihn zum Torwächter seiner Burg.